# Zaliznianśke
Zaliznianśke (ukr. Залізнянське) – wieś na Ukrainie, w obwodzie donieckim, w rejonie bachmuckim, w hromadzie Sołedar. W 2001 liczyła 2 mieszkańców.